# Dicke (Kürten)
Dicke ist ein Wohnplatz in der Gemeinde Kürten im Rheinisch-Bergischen Kreis.

## Lage und Beschreibung
Der Ort liegt im Norden der Gemeinde Kürten südlich von Laudenberg in der Nähe der Bundesstraße 506. In der Nähe von Dicke entspringt der Altenbach, ein Nebengewässer der Kürtener Sülz.

## Geschichte
Die Topographia Ducatus Montani des Erich Philipp Ploennies aus dem Jahre 1715, Blatt Amt Steinbach, belegt, dass der Ort bereits 1715 als Ort mit zwei Höfen bestand und als Dicken bezeichnet wurde. Carl Friedrich von Wiebeking benennt die Hofschaft auf seiner Charte des Herzogthums Berg 1789 als Diken. Aus ihr geht hervor, dass Dicke zu dieser Zeit Teil der Exklave der Oberhonschaft in der Honschaft Berg im Kirchspiel Kürten im Landgericht Kürten war.
Unter der französischen Verwaltung zwischen 1806 und 1813 wurde das Amt Steinbach aufgelöst und Dicke wurde politisch der Mairie Kürten im Kanton Wipperfürth  im Arrondissement Elberfeld zugeordnet.  1816 wandelten die Preußen die Mairie zur Bürgermeisterei Kürten im Kreis Wipperfürth.
Dicke gehörte zu dieser Zeit zur Gemeinde Kürten.
Der Ort ist auf der Topographischen Aufnahme der Rheinlande von 1824 und auf der Preußischen Uraufnahme von 1840 als Dicke verzeichnet.
Ab der Preußischen Neuaufnahme von 1892 ist er auf Messtischblättern regelmäßig als Dicke verzeichnet.
1822 lebten 43 Menschen im als Hof kategorisierten und Dicken bezeichneten Ort. 1830 hatte der Ort 48 Einwohner und wurde mit Dicken bezeichnet. Der 1845 laut der Uebersicht des Regierungs-Bezirks Cöln als Weiler kategorisierte Ort besaß zu dieser Zeit fünf Wohnhäuser. Zu dieser Zeit lebten 44 Einwohner im Ort, davon alle katholischen Bekenntnisses. Die Gemeinde- und Gutbezirksstatistik der Rheinprovinz führt Dicke 1871 mit sechs Wohnhäusern und 35 Einwohnern auf. Im Gemeindelexikon für die Provinz Rheinland von 1888 werden sechs Wohnhäuser mit 29 Einwohnern angegeben.
1895 hatte der Ort vier Wohnhäuser und 20 Einwohner.
1905 besaß der Ort fünf Wohnhäuser und 36 Einwohner und gehörte konfessionell zum katholischen Kirchspiel Kürten.
1927 wurden die Bürgermeisterei Kürten in das Amt Kürten überführt. In der Weimarer Republik wurden 1929 die Ämter Kürten mit den Gemeinden Kürten und Bechen und Olpe mit den Gemeinden Olpe und Wipperfeld zum Amt Kürten zusammengelegt. Der Kreis Wipperfürth ging am 1. Oktober 1932 in den Rheinisch-Bergischen Kreis mit Sitz in Bergisch Gladbach auf.
1975 entstand aufgrund des Köln-Gesetzes die heutige Gemeinde Kürten, zu der neben den Ämtern Kürten, Bechen und Olpe ein Teilgebiet der Stadt Bensberg mit Dürscheid und den umliegenden Gebieten kam.

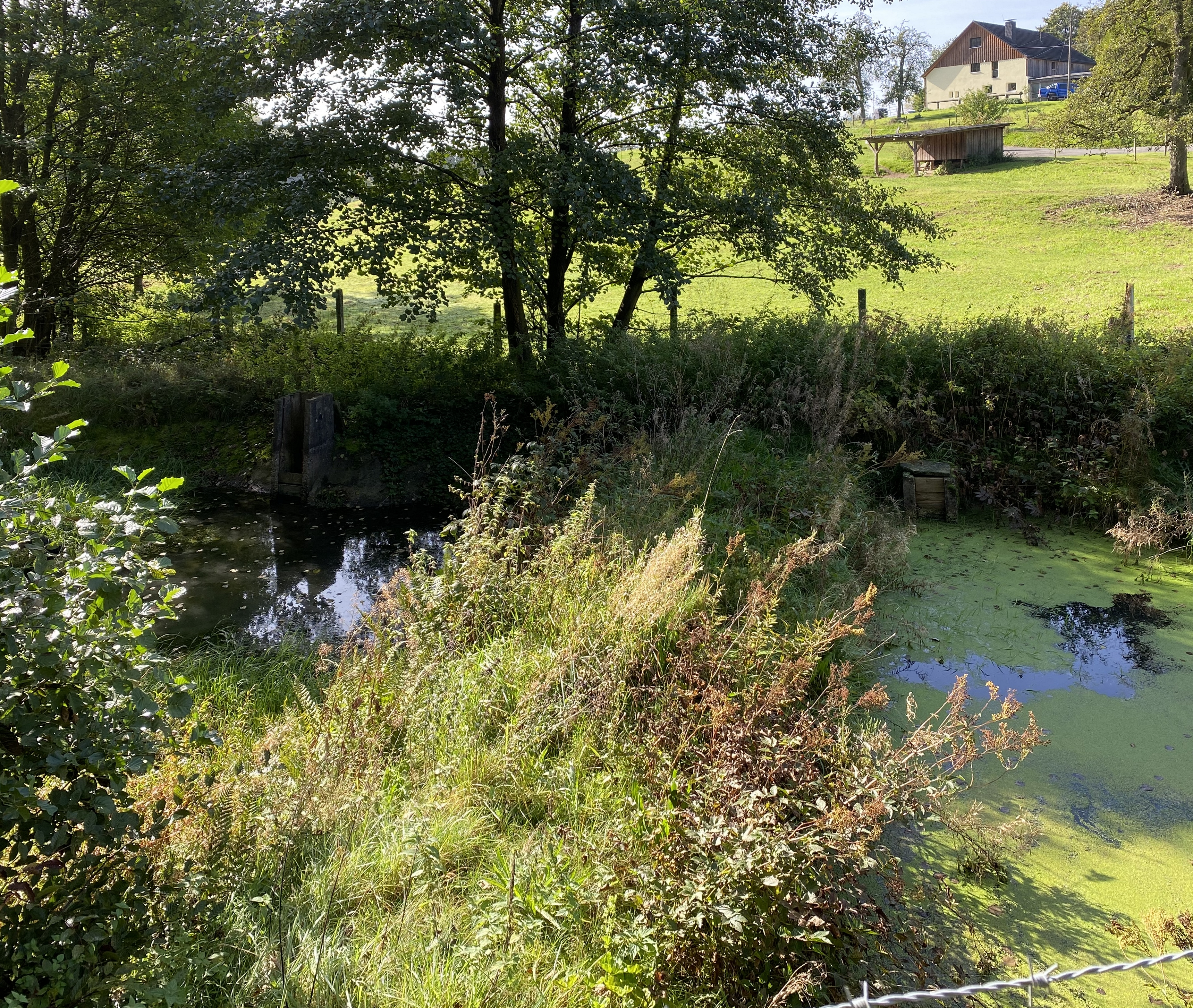
Altenbachtal – Teich bei Dicke
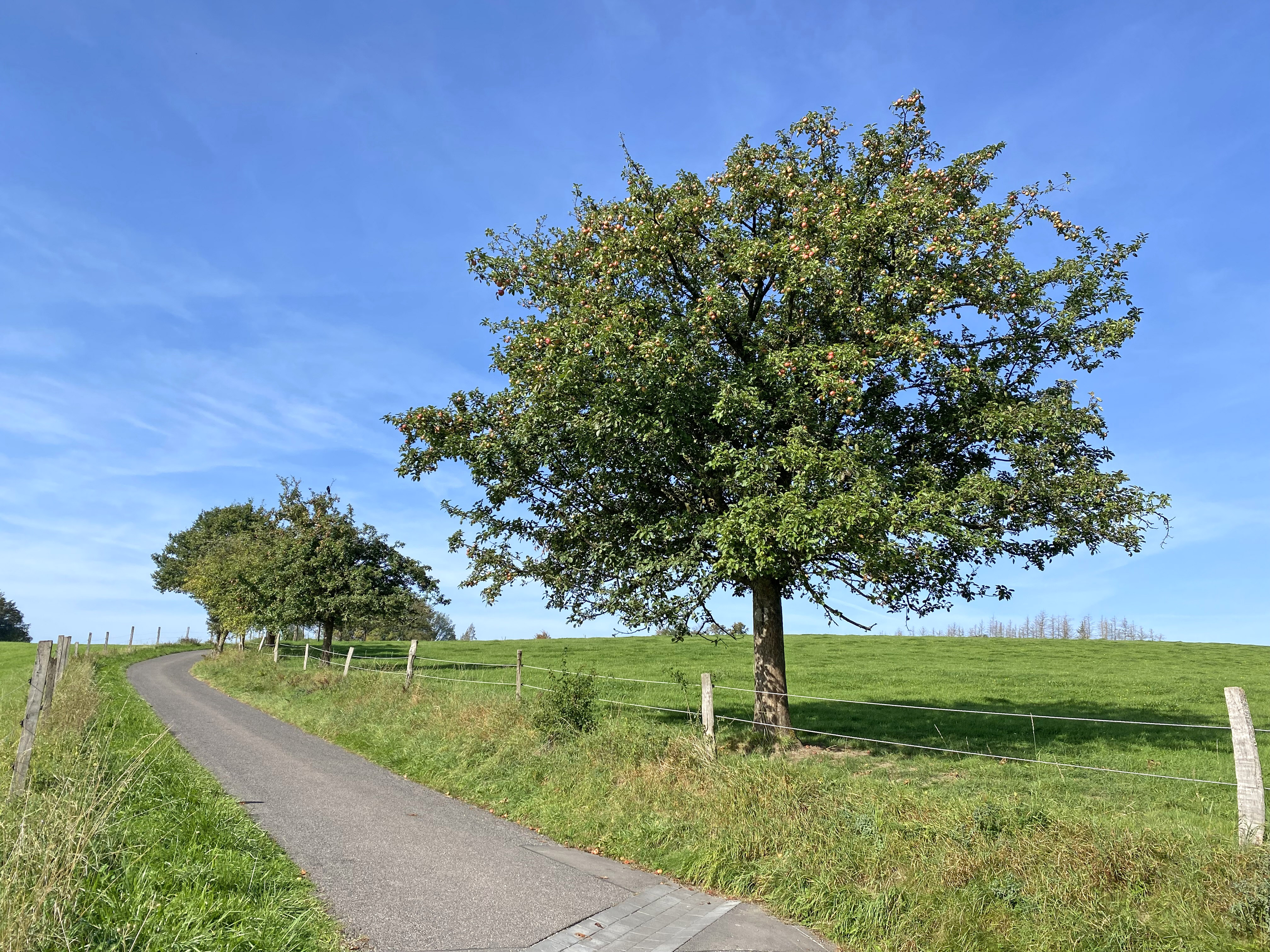
Apfelbäume am Ortsrand
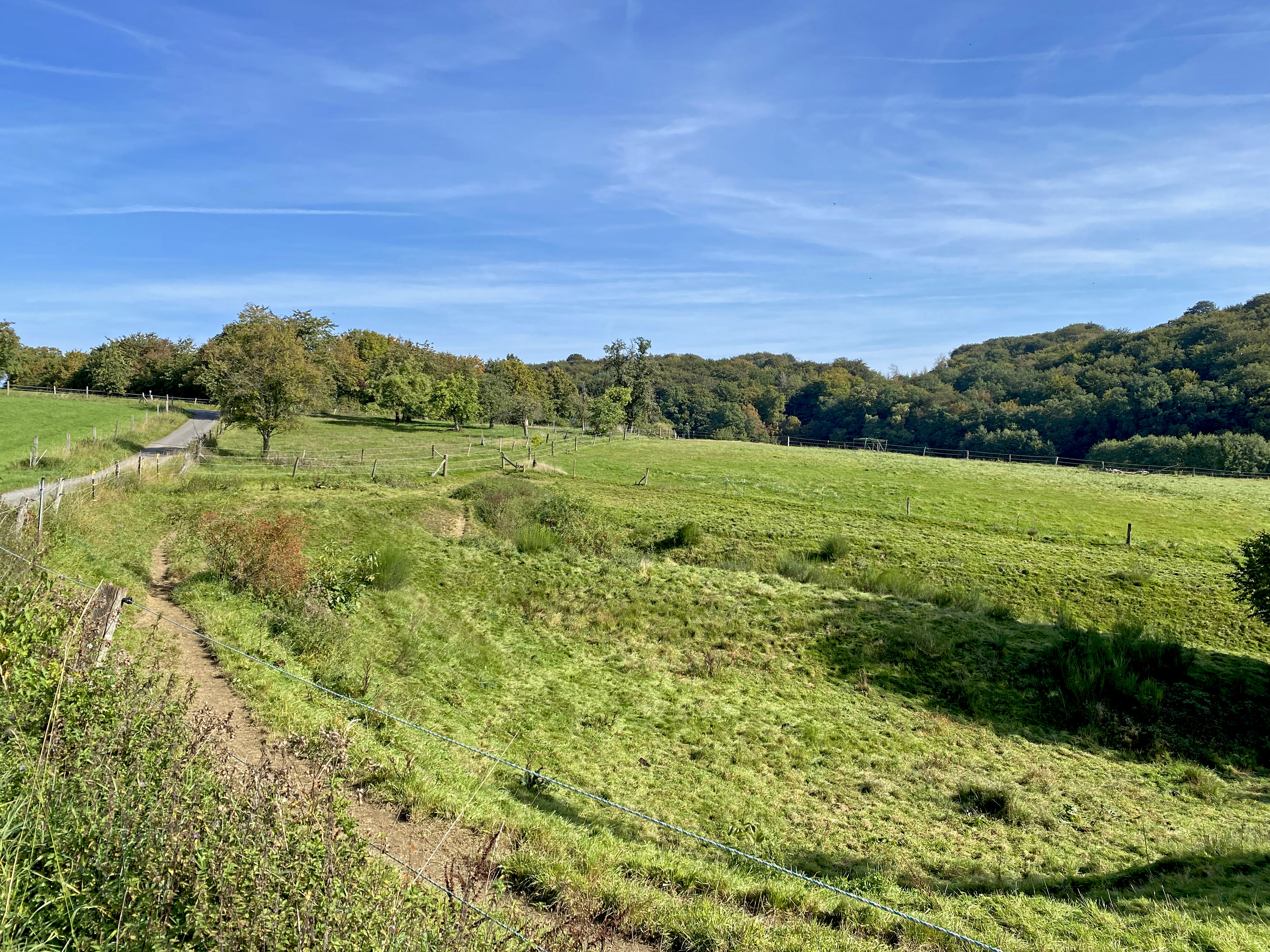
Blütenreiche Magerwiesen (vorne) – Streuobstwiesen um Dicke (hinten)
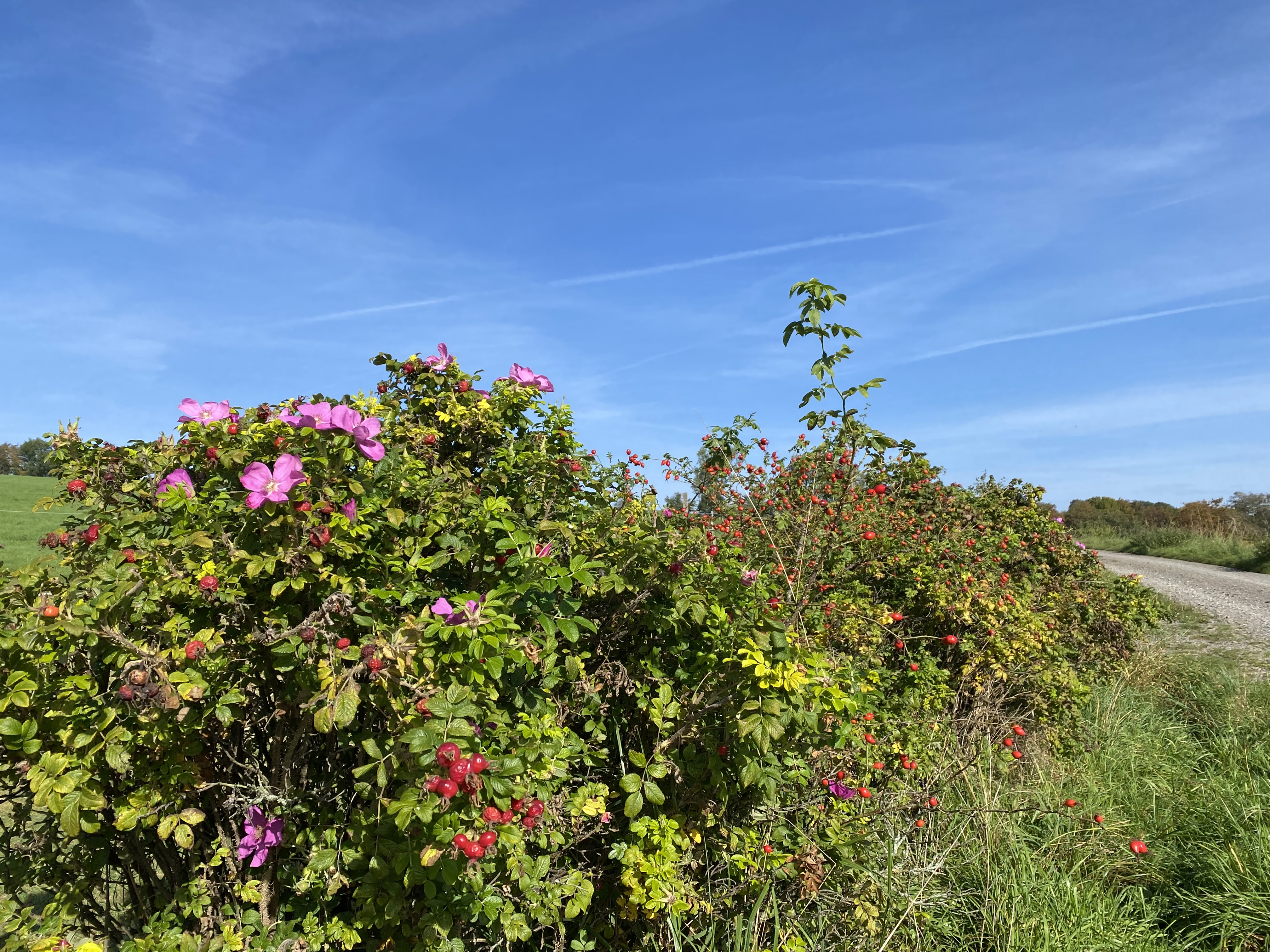
Außergewöhnlich lange Wildrosenhecke bei Dicke
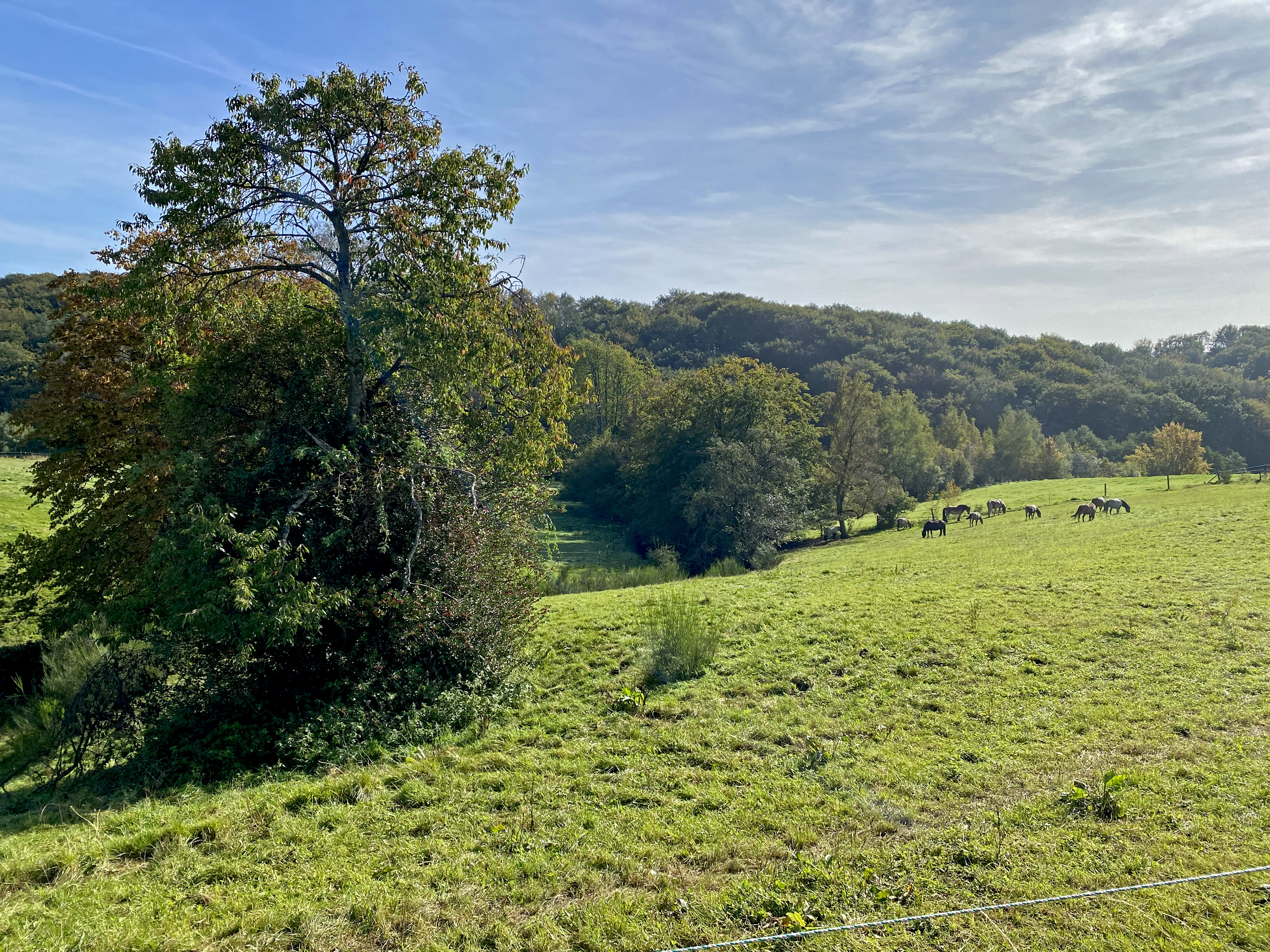
Altenbachtal bei Dicke